# ブライダルベール滝 (ナイアガラの滝)

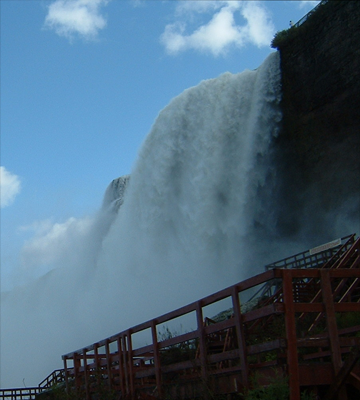
ブライダルベール滝の真下から

ブライダルベール滝（英語: Bridal Veil Falls）は、ナイアガラの滝のひとつで、最も規模が小さい。アメリカ側（ニューヨーク州）のルナ島とゴート島の間にあり、滝の幅は15mある。
高さは24m（78ft）から31m（103ft）あり、滝の上からナイアガラ川までの高さは55m（181ft）になる。標高は155m（508ft）。滝は過去にルナ滝またはイリス滝とも呼ばれた。
アトラクションで知られる風の洞窟から、ブライダルベール滝の真下まで歩いていける。